# アレッサンドロ・ルカレッリ
アレッサンドロ・ルカレッリ（イタリア語: Alessandro Lucarelli, 1977年7月22日- ）は、イタリア・リヴォルノ出身の元サッカー選手。ポジションはDF。
兄は元イタリア代表のクリスティアーノ・ルカレッリ。

## 経歴
1996年にピアチェンツァでプロデビュー。ピアチェンツァでは6年間を過ごし、下部リーグのパレルモ、フィオレンティーナなどでのプレーも経験。2004-05シーズンにはリヴォルノのセリエA残留に貢献。2005年からはレッジーナで守備陣の中核として活躍した。
2007-08シーズンはジェノアCFCのセリエA残留に貢献し、翌シーズンはパルマFCにて兄と共にセリエA昇格に貢献。キャプテンとしてチームを牽引した。
2015年6月にパルマFCの破産が確定し、クラブが消滅したことに伴ってリーグの規定でルカレッリも自由契約となった。後にパルマFCの後継としてパルマ・カルチョ1913が発足し、セリエDに所属することとなったが、パルマFCで長らくキャプテンを務めていたルカレッリはSSDパルマ・カルチョ1913と契約を結んだ。
2018年5月27日、セリエAへの昇格セレモニーにおいて、引退を発表した。パルマはルカレッリの背番号6を永久欠番とすることを決定した。